# Capitani reggenti dal 1243 al 1500

Emblema della Repubblica

Capitani reggenti della Repubblica di San Marino dal 1243 al 1500.
| Anno | Semestre | Capitani reggenti                 | Capitani reggenti                 |
| ---- | -------- | --------------------------------- | --------------------------------- |
| 1244 | ottobre  | Oddone Scarito                    | Filippo da Sterpeto               |
| 1253 | aprile   | Oddone Scarito                    | Andrea Superchj                   |
| 1254 | aprile   | Taddeo di Giovani Ardelj          |                                   |
| 1286 | aprile   | Ugolino Baracone                  |                                   |
| 1302 | aprile   | Giovanni di Causetta Giannini     |                                   |
| 1303 | aprile   | Arimino Baracone                  | Simone da Sterpeto                |
| 1321 | aprile   | Venturuccio di Giannuccio         |                                   |
| 1323 | aprile   | Giovanni di Causetta Giannini     | Ugolino Fornaro                   |
| 1325 |          | Ser Bonanni Notaio                | Mule Acatolli di Piandavello      |
| 1331 | aprile   | Ugucciolo da Valdragone           |                                   |
| 1336 |          | Venturuzzo di Franceschino        | Muzolo da Bauti                   |
| 1337 | ottobre  | Bentivegna da Valle               | Foschino di Novello               |
| 1338 | ottobre  | Denaro Madroni                    | Fosco Raffanelli                  |
| 1339 | aprile   | Ricevuto                          | Gioagnolo di Acaptolo             |
| 1341 | aprile   | Bentivegna                        | Zanutino                          |
| 1342 | ottobre  | Ricevuto di Ughetto               | Foschino di Filipuccio            |
| 1343 |          | Franzolino di Chillo              | Cecco di Chillo                   |
| 1347 |          | Foschino Calcigni                 |                                   |
| 1351 | aprile   | Francesco Pistorj                 | Ciapetta di Novello               |
| 1353 | aprile   | Giovanni di Guiduccio             | Nino di Simonino                  |
| 1356 | aprile   | Gioagnolo di Acaptolo             | Paolo di Ceccolo                  |
| 1357 | aprile   | Giovanni di Guiduccio             | Foschino Calcigni                 |
| 1357 | ottobre  | Giovanni di Bianco                |                                   |
| 1359 | ottobre  | Giovanni di Guiduccio             | Corbello di Vita                  |
| 1360 | aprile   | Ciapetta di Novello               | Nino di Simonino                  |
| 1360 | ottobre  | Foschino Calcigni                 | Giovanni di Bianco                |
| 1362 | ottobre  | Guidino di Giovanni               | Giovanni di Guiduccio             |
| 1363 | aprile   | Giovanni di Bianco                | Nino di Simonino                  |
| 1364 | aprile   | Guidino di Giovanni               | Cecco di Chillo                   |
| 1364 | ottobre  | Foschino Calcigni                 | Corbello Giannini                 |
| 1365 | ottobre  | Gioagnolo di Acaptolo             | Ugolino di Giovanni Vanioli       |
| 1366 | aprile   | Nicolino di Ariminuccio           | Vanne di Nomaiolo                 |
| 1366 | ottobre  | Bartolino di Giovanni di Bianco   | Nino di Simonino                  |
| 1367 | aprile   | Guidino di Giovanni               | Paolo di Ceccolo                  |
| 1367 | ottobre  | Gioagnolo di Ugolinuccio          | Ghino Fabbro                      |
| 1368 | aprile   | Nucciolino di Ciolo               | Giovanni di Riguccio              |
| 1368 | ottobre  | Orbello di Vita Giannini          | Ugolino di Giovanni Vanioli       |
| 1369 | aprile   | Mignone Bauto                     | Lunardino di Bernardo Fabbro      |
| 1369 | ottobre  | Gioagnolo di Ugolinuccio          | Giovanni di Riguccio              |
| 1370 | aprile   | Ciappetta di Novello              | Ugolino di Giovanni               |
| 1370 | ottobre  | Guidino di Giovanni               | Paolo di Ceccolo                  |
| 1371 | aprile   | Nino di Simonino                  | Maxio di Tonso Alberghetti        |
| 1371 | ottobre  | Nucciolino di Ciolo               | Bartolino di Giovanni di Bianco   |
| 1372 | aprile   | Corbello di Vita Giannini         | Mignone Bauto                     |
| 1372 | ottobre  | Giovanni di Riguccio              | Martino di Guerolo Pistorj        |
| 1373 | aprile   | Ugolino di Giovanni               | Lunardino di Bernardo             |
| 1373 | ottobre  | Paolo di Ceccolo                  | Antonio di Mula                   |
| 1374 | aprile   | Andrea di Nanne                   | Guidino di Giovanni               |
| 1374 | ottobre  | Giovanni di Riguccio              | Gozio di Mucciolino               |
| 1375 | aprile   | Ugolino di Giovanni               | Paolino di Giovanni di Bianco     |
| 1378 | aprile   | Lunardino di Bernardo             | Simone di Belluzzo                |
| 1378 | ottobre  | Gozio di Mucciolino               | Ondedeo di Tonso                  |
| 1380 | ottobre  | Paolo di Ceccolo                  | Bartolino di Antonio              |
| 1381 | aprile   | Lunardino di Bernardo             | Samperino di Giovanni             |
| 1381 | ottobre  | Maxio di Tonso                    | Niccolò di Giove                  |
| 1382 | aprile   | Ugolino di Giovanni               | Giovanni di Andrea                |
| 1382 | ottobre  | Giangio di Ceccolo                | Bernardo di Guerolo               |
| 1383 | aprile   | Paolino di Giovanni di Bianco     | Guidino di Foschino               |
| 1383 | ottobre  | Lunardino di Bernardo             | Giannino di Cavalluccio           |
| 1384 | aprile   | Samperino di Giovanni             | Martino di Guerolo de' Pistorj    |
| 1384 | ottobre  | Paolo di Ceccolo                  | Benetino di Fosco                 |
| 1386 | aprile   | Giovanni di Francesco             | Gozio di Mucciolino               |
| 1390 | ottobre  | Gozio di Mucciolino               | Bartolino di Antonio              |
| 1391 | aprile   | Giovanni di Francesco             | Menguccio di Simonino             |
| 1391 | ottobre  | Maxio di Tonso                    | Lunardino di Bernardo             |
| 1392 | aprile   | Paolo di Ceccolo                  | Simone di Belluzzo                |
| 1392 | ottobre  | Samperino di Giovanni             | Giannino di Cavalluccio           |
| 1393 | aprile   | Gozio di Mucciolino               | Antonio Tegna                     |
| 1393 | ottobre  | Bartolino di Antonio              | Nicolò di Giove                   |
| 1394 | aprile   | Lunardino di Bernardo             | Martino di Guerolo de' Pistorj    |
| 1394 | ottobre  | Ugolino di Giovanni               | Cecco di Alessandro               |
| 1395 | aprile   | Vita di Corbello                  | Giovanni di Andrea                |
| 1395 | ottobre  | Simone di Belluzzo                | Rigone di Giovanni                |
| 1396 | aprile   | Samperino di Giovanni             | Giovanni di Francesco             |
| 1396 | ottobre  | Paolino di Giovanni di Bianco     | Giovanni di Pasino                |
| 1397 | aprile   | Bartolino di Antonio              | Giacomino di Paolo                |
| 1397 | ottobre  | Nicolò di Giove                   | Marino di Ghino Fabbro            |
| 1398 | aprile   | Marino di Fosco                   | Giovanni di Andrea                |
| 1398 | ottobre  | Gozio di Mucciolino               | Rigone di Giovanni                |
| 1399 | aprile   | Giovanni di Guidino               | Simone di Belluzzo                |
| 1399 | ottobre  | Martino di Guerolo de' Pistorj    | Antonio di Tegna                  |
| 1400 | aprile   | Paolino di Giovanni di Bianco     | Francesco di Corbello             |
| 1400 | ottobre  | Ugolino di Giovanni               | Betto di Guerolo                  |
| 1401 | aprile   | Giovanni di Francesco             | Bettino di Paolo                  |
| 1401 | ottobre  | Bartolino di Antonio              | Michelino di Paoluccio            |
| 1402 | aprile   | Gozio di Mucciolino               | Landolino di Nicolino             |
| 1402 | ottobre  | Simone di Menghino                | Rigone di Giovanni                |
| 1403 | aprile   | Vita di Corbello                  | Simone di Belluzzo                |
| 1403 | ottobre  | Martino di Guerolo de' Pistorj    | Antonio Lunardini                 |
| 1404 | aprile   | Paolino di Giovanni Bianco        | Betto di Tura                     |
| 1404 | ottobre  | Antonio di Tegna                  | Antonio di Marino di Fosco        |
| 1405 | aprile   | Bettino di Paolo                  | Giovanni di Guidino (deceduto)    |
| 1405 | aprile   | Bettino di Paolo                  | Michele di Giovanni               |
| 1405 | ottobre  | Marino di Ghino                   | Foschino di Benedetto Madroni     |
| 1406 | aprile   | Giovanni di Francesco de' Pistorj | Giovanni di Nino de' Gherardi     |
| 1406 | ottobre  | Antonio Lunardini                 | Giovanni di Pasino                |
| 1407 | aprile   | Gozio di Mucciolino               | Giovanni di Cecco di Alessandro   |
| 1407 | ottobre  | Paolino di Giovanni di Bianco     | Michelino di Paoluccio            |
| 1408 | aprile   | Bartolino di Antonio              | Michelino di Berardo              |
| 1408 | ottobre  | Simone di Menghino de' Calcigni   | Benedetto di Tosetto              |
| 1409 | aprile   | Giovanni di Francesco             | Giacomino di Paolo                |
| 1409 | ottobre  | Rigone di Giovanni                | Antonio di Tegna                  |
| 1410 | aprile   | Vita di Corbello                  | Bettino di Paolo                  |
| 1410 | ottobre  | Michelino di Paoluccio            | Sante Lunardini                   |
| 1411 | aprile   | Simone di Belluzzo                | Antonio di Marino di Fosco        |
| 1411 | ottobre  | Paolo di Carbone                  | Giovanni di Pasino Benvegnudi     |
| 1412 | aprile   | Simone di Menghino de' Calcigni   | Foschino di Benedetto Madroni     |
| 1412 | ottobre  | Antonio di Segna                  | Giovanni di Ugolino di Giovanni   |
| 1413 | aprile   | Paolino di Giovanni di Bianco     | Giovanni di Paolino Vitola        |
| 1413 | ottobre  | Francesco di Bartoccino           | Michelino di Paoluccio            |
| 1414 | aprile   | Antonio Lunardini                 | Antonio di Marino di Fosco        |
| 1414 | ottobre  | Benedetto di Tosetto              | Michelino di Berardo              |
| 1415 | aprile   | Bettino di Paolo                  | Silvestro di Cecco                |
| 1415 | ottobre  | Paolino di Giovanni di Bianco     | Antonio di Simone Belluzzi        |
| 1416 | aprile   | Antonio Lunardini                 | Giovanni di Paolino Vitola        |
| 1416 | ottobre  | Michelino di Paoluccio            | Giovanni di Pasino Benvegnudi     |
| 1417 | aprile   | Simone di Menghino Calcigni       | Foschino di Benedetto Madroni     |
| 1417 | ottobre  | Giovanni di Ugolino di Giovanni   | Cecco di Marino di Fosco          |
| 1418 | aprile   | Sante Lunardini                   | Bettino di Paolo                  |
| 1418 | ottobre  | Antonio di Marino di Fosco        | Antonio di Tegna                  |
| 1419 | aprile   | Paolino di Giovanni di Bianco     | Foschino di Benedetto Madroni     |
| 1419 | ottobre  | Giovanni di Paolino Vitola        | Benedetto di Tosetto              |
| 1420 | aprile   | Antonio di Tegna                  | Cristofaro di Paolo Carboni       |
| 1420 | ottobre  | Antonio di Marino di Fosco        | Antonio Giannini                  |
| 1421 | aprile   | Antonio di Simone Belluzzi        | Giovanni di Pasino Benvegnudi     |
| 1421 | ottobre  | Bettino di Paolo                  | Sante Lunardini                   |
| 1422 | aprile   | Cristofaro di Paolo Carboni       | Antonio Giannini                  |
| 1422 | ottobre  | Francesco di Bartoccino           | Antonio di Benedetto Tosetto      |
| 1423 | aprile   | Antonio Lunardini                 | Simone di Menghino Calcigni       |
| 1423 | ottobre  | Antonio di Marino Di Fosco        | Giovanni di Paolino Vitola        |
| 1424 | aprile   | Antonio di Tegna                  | Antonio di Simone Belluzzi        |
| 1424 | ottobre  | Sante Lunardini                   | Baldassarre di Giovanni           |
| 1425 | aprile   | Giovanni di Paolino               | Antonio di Rigo                   |
| 1425 | ottobre  | Antonio di Marino di Fosco        | Lorenzo di Piero                  |
| 1426 | aprile   | Francesco di Bartoccino           | Francesco di Simone Belluzzi      |
| 1426 | ottobre  | Sante Lunardini                   | Francesco di Betto                |
| 1427 | aprile   | Cristofaro di Paolo               | Antonio di Benedetto              |
| 1427 | ottobre  | Giovanni di Pasino                | Andrea di Cecco                   |
| 1428 | aprile   | Antonio di Tegna                  | Antonio di Marino di Fosco        |
| 1428 | ottobre  | Sante Lunardini                   | Antonio Giannini                  |
| 1429 | aprile   | Antonio di Rigo                   | Andrea di Cecco                   |
| 1429 | ottobre  | Antonio di Simone Belluzzi        | Giovanni di Pasino Benvegnudi     |
| 1430 | aprile   | Francesco di Simone Belluzzi      | Giovanni di Antonio               |
| 1430 | ottobre  | Sante Lunardini                   | Benetino di Paolino               |
| 1431 | aprile   | Antonio di Simone Belluzzi        | Antonio di Rigo                   |
| 1431 | ottobre  | Giovanni di Antonio               | Antonio di Bartolino              |
| 1432 | aprile   | Luigi di Vita                     | Baldassarre di Giovanni           |
| 1432 | ottobre  | Sante Lunardini                   | Tommaso di Antonio                |
| 1433 | aprile   | Antonio di Simone Belluzzi        | Andrea di Cecco                   |
| 1433 | ottobre  | Antonio di Benedetto              | Barnaba di Antonio Lunardini      |
| 1434 | aprile   | Andrea di Michelino               | Francesco di Betto                |
| 1434 | ottobre  | Benetino di Paolino               | Luigi di Vita                     |
| 1435 |          | Giovanni di Antonio Lunardini     | Ciono di Giovanni                 |
| 1436 | aprile   | Antonio di Simone Belluzzi        | Antonio Giannini                  |
| 1436 | ottobre  | Francesco di Simone Belluzzi      | Michele di Giovanni               |
| 1437 | aprile   | Andrea di Cecco                   | Francesco di Bartolo              |
| 1437 | ottobre  | Francesco di Menghino             | Giovanni di Antonio               |
| 1438 | aprile   | Niccolò di Michelino              | Barnaba di Antonio Lunardini      |
| 1438 | ottobre  | Tommaso di Antonio                | Antonio di Simone Belluzzi        |
| 1439 | aprile   | Luigi di Vita                     | Niccolò di Sabattino              |
| 1439 | ottobre  | Sante Lunardini                   | Bianco di Antonio                 |
| 1440 | aprile   | Barnaba di Antonio Lunardini      | Antonio Giannini                  |
| 1440 | ottobre  | Antonio di Simone Belluzzi        | Giacomo d'Antonio Sammaritani     |
| 1441 | aprile   | Filippo di Giovanni Caccia        | Niccolò di Michelino              |
| 1441 | ottobre  | Marino Calcigni                   | Tommaso di Antonio                |
| 1442 | aprile   | Francesco di Simone Belluzzi      | Cecco di Giovanni da Valle        |
| 1442 | ottobre  | Michele di Giovanni di Pasino     | Bianco di Antonio                 |
| 1443 | aprile   | Barnaba di Antonio Lunardini      | Mengo di Antonio                  |
| 1443 | ottobre  | Luigi di Vita                     | Menghino di Francesco Calcigni    |
| 1444 | aprile   | Francesco di Niccolò              | Giacomo d'Antonio Sammaritani     |
| 1444 | ottobre  | Antonio di Simone Belluzzi        | Cecco di Giovanni da Valle        |
| 1445 | aprile   | Niccolò di Michelino              | Bartolo di Francesco              |
| 1445 | ottobre  | Cristofaro di Paolo               | Antonio Giannini                  |
| 1446 | aprile   | Giacomo d'Antonio Sammaritani     | Bartolo di Angelo di Ciono        |
| 1446 | ottobre  | Bianco d'Antonio                  | Cecco di Giovanni da Valle        |
| 1447 | aprile   | Menghino di Francesco Calcigni    | Marino di Fosco (deceduto)        |
| 1447 | aprile   | Menghino di Francesco Calcigni    | Giovanni di Paolino               |
| 1447 | ottobre  | Francesco di Niccolò              | Filippo di Antonio Madroni        |
| 1448 | aprile   | Barnaba di Antonio Lunardini      | Giacomo d'Antonio Sammaritani     |
| 1448 | ottobre  | Baldassarre di Giovanni           | Cecco di Giovanni da Valle        |
| 1449 | aprile   | Bartolo di Angelo di Ciono        | Venturuccio di Lorenzo            |
| 1449 | ottobre  | Bianco di Antonio                 | Simone di Antonio Belluzzi        |
| 1450 | aprile   | Francesco di Simone Belluzzi      | Matteo di Mucciolo (deceduto)     |
| 1450 | aprile   | Francesco di Simone Belluzzi      | Marino di Venturino               |
| 1450 | ottobre  | Menghino di Francesco Calcigni    | Mengo di Antonio                  |
| 1451 | aprile   | Cecco di Giovanni da Valle        | Simone di Antonio Belluzzi        |
| 1451 | ottobre  | Niccolò di Michelino              | Paolo di Angelo di Ciono          |
| 1452 | aprile   | Giacomo d'Antonio Sammaritani     | Andrea di Cecco                   |
| 1452 | ottobre  | Cecco di Giovanni da Valle        | Simone di Marino di Giovanni      |
| 1453 | aprile   | Simone di Antonio Belluzzi        | Bartolo di Michele                |
| 1453 | ottobre  | Menghino di Francesco Calcigni    | Filippo di Antonio Madroni        |
| 1454 | aprile   | Bartolo di Antonio Tegna          | Girolamo di Francesco Belluzzi    |
| 1454 | ottobre  | Cecco di Giovanni da Valle        | Francesco di Giuliano Righi       |
| 1455 | aprile   | Simone di Antonio Belluzzi        | Andrea di Cecco                   |
| 1455 | ottobre  | Giacomo d'Antonio Samaritani      | Bartolo di Giovanni di Casalino   |
| 1456 | aprile   | Girolamo di Francesco Belluzzi    | Riccio di Andrea                  |
| 1456 | ottobre  | Niccolò di Michelino              | Girolamo di Antonio               |
| 1457 | aprile   | Bianco di Antonio                 | Bartolo di Michele                |
| 1457 | ottobre  | Simone di Antonio Belluzzi        | Marino di Venturino               |
| 1458 | aprile   | Girolamo di Francesco Belluzzi    | Cecco di Giovanni da Valle        |
| 1458 | ottobre  | Menghino di Francesco Calcigni    | Andrea di Cecco (deceduto)        |
| 1458 | ottobre  | Menghino di Francesco Calcigni    | Bartolo di Michele Pasini         |
| 1459 | aprile   | Bianco di Antonio                 | Bartolo di Antonio                |
| 1459 | ottobre  | Giacomo d'Antonio Sammaritani     | Polinoro di Antonio Lunardino     |
| 1460 | aprile   | Marino di Venturino               | Riccio di Andrea                  |
| 1460 | ottobre  | Cecco di Giovanni da Valle        | Simone di Marino di Giovanni      |
| 1461 | aprile   | Simone di Antonio Belluzzi        | Francesco di Giovanni Sabattini   |
| 1461 | ottobre  | Menetto di Menetto Bonelli        | Bianco di Antonio                 |
| 1462 | aprile   | Bartolo di Antonio                | Marino di Antonio Giannini        |
| 1462 | ottobre  | Giacomo di Antonio Sammaritani    | Riccio di Andrea                  |
| 1463 | aprile   | Girolamo di Francesco Belluzzi    | Maurizio di Antonio               |
| 1463 | ottobre  | Cecco di Giovanni da Valle        | Pasquino di Antonio               |
| 1464 | aprile   | Marino Venturini                  | Simone di Cecco di Benetto        |
| 1464 | ottobre  | Simone di Antonio Belluzzi        | Giovanni Calcigni                 |
| 1465 | aprile   | Bianco di Antonio                 | Paolo di Angelo di Ciono          |
| 1465 | ottobre  | Bartolo di Antonio                | Simone di Baldo                   |
| 1466 | aprile   | Pasquino di Antonio               | Marino di Venturino               |
| 1466 | ottobre  | Girolamo di Francesco Belluzzi    | Cecco di Giovanni da Valle        |
| 1467 | aprile   | Giacomo di Marino                 | Riccio di Andrea                  |
| 1467 | ottobre  | Simone di Antonio Belluzzi        | Maurizio di Antonio               |
| 1468 | aprile   | Marino di Venturino               | Marino Giangi                     |
| 1468 | ottobre  | Lodovico di Marino Calcigni       | Cecco di Giovanni da Valle        |
| 1469 | aprile   | Bianco di Antonio                 | Simone di Marino di Giovanni      |
| 1469 | ottobre  | Bartolo di Antonio                | Menetto di Menetto Bonelli        |
| 1470 | aprile   | Girolamo di Francesco Belluzzi    | Paolo di Angelo di Ciono          |
| 1470 | ottobre  | Fabrizio di Pier Leone Corbelli   | Riccio di Andrea                  |
| 1471 | aprile   | Giacomo di Marino                 | Cecco di Giovanni da Valle        |
| 1471 | ottobre  | Giacomo d'Antonio Sammaritani     | Marino di Venturino               |
| 1472 | aprile   | Maurizio di Antonio               | Sabatino di Bianco                |
| 1472 | ottobre  | Girolamo di Francesco Belluzzi    | Simone di Antonio Belluzzi        |
| 1473 | aprile   | Cecco di Giovanni da Valle        | Serafino di Michele               |
| 1473 | ottobre  | Menetto di Menetto Bonelli        | Sabatino di Bianco                |
| 1474 | aprile   | Bartolo di Antonio                | Pasquino di Antonio               |
| 1474 | ottobre  | Serafino di Michele               | Marino d'Antonio Giannini         |
| 1475 | aprile   | Simone di Antonio Belluzzi        | Simone di Cecco di Benetto        |
| 1475 | ottobre  | Antonio di Marino                 | Simone di Marino di Giovanni      |
| 1476 | aprile   | Bianco di Antonio                 | Giovanni di Menghino Calcigni     |
| 1476 | ottobre  | Bartolo di Antonio                | Marino di Venturino               |
| 1477 | aprile   | Simone di Cecco Benetto           | Marino di Antonio Giannini        |
| 1477 | ottobre  | Simone di Antonio Belluzzi        | Lodovico di Michele Pasini        |
| 1478 | aprile   | Giovanni di Menghino Calcigni     | Simone di Marino di Giovanni      |
| 1478 | ottobre  | Marino di Venturino               | Sabatino di Bianco                |
| 1479 | aprile   | Antonio di Marino                 | Evangelista di Girolamo Belluzzi  |
| 1479 | ottobre  | Menetto di Menetto Bonelli        | Fabrizio di Pier Leone Corbelli   |
| 1480 | aprile   | Riccio di Andrea                  | Marino Samaritani                 |
| 1480 | ottobre  | Evangelista di Girolamo Belluzzi  | Antonio di Polinoro Lunardini     |
| 1481 | aprile   | Marino di Venturino               | Fabrizio di Pier Leone Corbelli   |
| 1481 | ottobre  | Bartolo di Antonio                | Maurizio di Antonio Lunardini     |
| 1482 | aprile   | Simone di Antonio Belluzzi        | Marino Sammaritani                |
| 1482 | ottobre  | Evangelista di Girolamo Belluzzi  | Antonio di Polinoro Lunardini     |
| 1483 | aprile   | Antonio di Marino                 | Marino di Antonio Giannini        |
| 1483 | ottobre  | Giovanni di Menghino Calcigni     | Antonio di Girolamo               |
| 1484 | aprile   | Riccio di Andrea di Antonio       | Simone di Marino di Giovanni      |
| 1484 | ottobre  | Giacomo di Marino                 | Marino Giangi                     |
| 1485 | aprile   | Maurizio di Antonio Lunardini     | Bartolo di Pasquino               |
| 1485 | ottobre  | Sabatino di Bianco                | Cristoforo di Cecco di Vita       |
| 1486 | aprile   | Menetto di Menetto Bonelli        | Valente di Paolo                  |
| 1486 | ottobre  | Antonio di Bianco                 | Marino Sammaritani                |
| 1487 | aprile   | Evangelista di Girolamo Belluzzi  | Marino di Simone Muccioli         |
| 1487 | ottobre  | Simone di Antonio Belluzzi        | Antonio di Polinoro Lunardini     |
| 1488 | aprile   | Bartolo di Antonio                | Fabrizio di Pier Leone Corbelli   |
| 1488 | ottobre  | Simone di Antonio Belluzzi        | Francesco di Antonio di Anastasio |
| 1489 | aprile   | Giacomo di Marino                 | Antonio di Girolamo               |
| 1489 | ottobre  | Marino di Antonio Giannini        | Gabriele di Bartolo               |
| 1490 | aprile   | Antonio di Maurizio Lunardini     | Sabatino di Bianco                |
| 1490 | ottobre  | Giovanni di Menghino Calcigni     | Marino Giangi                     |
| 1491 | aprile   | Antonio di Bianco                 | Marino di Simone Muccioli         |
| 1491 | ottobre  | Menetto di Menetto Bonelli        | Matteo Tura                       |
| 1492 | aprile   | Riccio di Andrea                  | Fabrizio di Pier Leone Corbelli   |
| 1492 | ottobre  | Cristoforo di Cecco di Vita       | Bonifazio di Andrea               |
| 1493 | aprile   | Evangelista di Girolamo Belluzzi  | Valente di Paolo                  |
| 1493 | ottobre  | Menetto di Menetto Bonelli        | Francesco di Antonio di Anastasio |
| 1494 | aprile   | Antonio di Girolamo               | Marino di Simone Muccioli         |
| 1494 | ottobre  | Antonio di Maurizio Lunardini     | Marino di Niccolò di Giovanetto   |
| 1495 | aprile   | Evangelista di Girolamo Belluzzi  | Antonio di Polinoro Lunardini     |
| 1495 | ottobre  | Marino di Antonio Giannini        | Antonio di Simone Belluzzi        |
| 1496 | aprile   | Fabrizio di Pier Leone Corbelli   | Sabatino di Bianco                |
| 1496 | ottobre  | Cristofaro di Cecco di Vita       | Bonifazio di Andrea               |
| 1497 | aprile   | Antonio di Bianco                 | Andrea di Giorgio Loli            |
| 1497 | ottobre  | Matteo Tura                       | Antonio di Bartolomeo             |
| 1498 | aprile   | Giovanni di Menghino Calcigni     | Valente di Paolo                  |
| 1498 | ottobre  | Antonio di Girolamo               | Marino di Antonio Giannini        |
| 1499 | aprile   | Marino di Niccolò di Giovanetto   | Antonio di Maurizio Lunardini     |
| 1499 | ottobre  | Cristoforo di Cecco di Vita       | Bonifazio di Andrea               |
| 1500 | aprile   | Menetto di Menetto Bonelli        | Antonio di Maurizio Lunardini     |
| 1500 | ottobre  | Francesco di Girolamo Belluzzi    | Simone di Antonio Belluzzi        |